# NEC Red Rockets 2010-2011
Questa voce raccoglie le informazioni riguardanti le NEC Red Rockets nella stagione 2010-2011.

## Organigramma societario
Area direttiva
- Presidente: Hitoshi Takada
- Direttore generale: Takashi Nakamura

Area tecnica
- Allenatore: Akinori Yamada
- Assistente allenatore: Satoru Omura
- Preparatore atletico: Maki Takemura

## Rosa
| N° | Nome              | Ruolo | Data di nascita   | Nazionalità sportiva |
| -- | ----------------- | ----- | ----------------- | -------------------- |
| 1  | Ayako Watanabe    | S     | 25 giugno 1984    | Giappone             |
| 2  | Sachiko Sugiyama  | C     | 19 settembre 1979 | Giappone             |
| 3  | Kanako Naito      | C     | 4 novembre 1980   | Giappone             |
| 4  | Akiko Uchida      | S     | 30 ottobre 1985   | Giappone             |
| 5  | Makoto Matsuura   | P     | 9 settembre 1986  | Giappone             |
| 6  | Natsumi Shibusawa | S     | 10 agosto 1989    | Giappone             |
| 7  | Miyuki Akiyama    | P     | 27 agosto 1984    | Giappone             |
| 8  | Miki Yahata       | S     | 30 luglio 1990    | Giappone             |
| 9  | Hiroko Matsuura   | P     | 15 luglio 1990    | Giappone             |
| 10 | Akiko Ino         | L     | 28 settembre 1986 | Giappone             |
| 11 | Cho Shion         | S/C   | 2 agosto 1985     | Giappone             |
| 12 | Fernanda Garay    | S     | 10 maggio 1986    | Brasile              |
| 13 | Sayaka Takeuchi   | C     | 27 maggio 1989    | Giappone             |
| 14 | Yuko Maruyama     | C     | 17 settembre 1989 | Giappone             |
| 15 | Nami Takiguchi    | L     | 8 giugno 1990     | Giappone             |
| 16 | Risa Shiragaki    | S     | 30 luglio 1991    | Giappone             |
| 17 | Haruyo Shimamura  | C     | 4 marzo 1992      | Giappone             |
| 18 | Miho Watanabe     | P     | 8 gennaio 1989    | Giappone             |
| 21 | Miku Torigoe      | L     | 16 ottobre 1992   | Giappone             |

## Mercato
| Acquisti | Acquisti        | Acquisti            | Acquisti   |
| R.       | Nome            | da                  | Modalità   |
| -------- | --------------- | ------------------- | ---------- |
| P        | Makoto Matsuura | Hitachi Sawa Rivale | definitivo |
| S/C      | Cho Shion       | Hitachi Sawa Rivale | definitivo |
| S        | Fernanda Garay  | Pinheiros           | definitivo |
| P        | Miho Watanabe   | Univ. of Tsukuba    | definitivo |
| L        | Miku Torigoe    | Liceo Kagoshima     | definitivo |

| Cessioni | Cessioni           | Cessioni         | Cessioni   |
| R.       | Nome               | a                | Modalità   |
| -------- | ------------------ | ---------------- | ---------- |
| C        | Sayoko Matsuzaki   | -                | ritirata   |
| S        | Ana Paula Ferreira | Dinamo Krasnodar | definitivo |
| S        | Saori Arita        | -                | ritirata   |
| L        | Mami Nakamura      | -                | ritirata   |
| S        | Saori Takasaki     | Hitachi Rivale   | definitivo |
| S        | Noriko Andou       | Ageo Medics      | definitivo |